# محمدرفیع محمدوف
محمدرفیع محمدوف (ترکی آذربایجانی: Məmmədrəfi İsmayıl oğlu Məmmədov؛ زادهٔ ۴ فوریه ۱۹۴۲) سیاست‌مدار اهل جمهوری آذربایجان است.